# Мариан Уилямсън
Мариан Дебора Уилямсън (на английски: Marianne Deborah Williamson) е американска писателка, политик, антивоенен активист и филантроп. Тя се кандидатира неуспешно като независим кандидат от 33-тия конгресен окръг на Калифорния в Камарата на представителите на Съединените щати през 2014 г., завършвайки на четвърто място с 13,2% от гласовете. Тя се кандидатира за номинация на Демократическата партия за президент през 2020 г., като в крайна сметка се отказва и подкрепя Бърни Сандърс. Уилямсън участва в първичните избори на Демократическата партия за президентските избори през 2024 г. Нейната президентска платформа призовава за увеличаване на федералната минимална работна заплата, репарации за расова несправедливост, справяне с изменението на климата и създаване на Министерство на мира на САЩ.
Уилямсън участва активно в благотворителна дейност, основавайки организации като Center for Living през 1987 г., Project Angel Food през 1989 г. и Peace Alliance през 1998 г. Тя е член на борда на RESULTS, група с нестопанска цел, която е посветена на намирането на дългосрочни срочни решения за бедността.

## Ранни години и образование
Родена е на 8 юли 1952 г. в град Хюстън, щата Тексас. Тя е най-малкото от три деца на Самюъл „Сам“ Уилямсън (ветеран от Втората световна война и адвокат свързан с имиграцията), и Софи Ан Каплан (домакиня и доброволка в различни каузи).
Уилямсън е отгледана в семейство от горната средна класа, което практикува консервативния юдаизъм. Семейството ѝ посещава конгрегацията „Бет Йешурун“ в Хюстън. Тя научава за световните религии и социалната справедливост у дома и проявява интерес да оказва обществена подкрепа, когато вижда нейния равин да говори срещу войната във Виетнам.
През 1965 г., когато се прибра от училище в седми клас, разказва на родителите си, че нейният учител подкрепя войната във Виетнам. Баща ѝ реагира, като води семейството си във Виетнам, за да обясни на Мариан защо смята, че войната е грешна.
Уилямсън учи в гимназия „Белер“ в Хюстън. След дипломирането си, тя прекарва две години в изучаване на театър и философия в колеж „Помона“ в Клеърмонт (Калифорния), където прекарва в една квартира с бъдещата филмова продуцентка Линда Обст. През 1973 г. тя напуска колежа и живее охолно, този свой период тя нарича пропиляно десетилетие.
Уилямсън се премества в щата Ню Мексико, където посещава уроци в Университета на Ню Мексико и живее в геодезичен купол с приятеля си. Двойката се разделя година по-късно. След това Мариан се премества в град Остин (Тексас), където посещава уроци в Тексаския университет. След това тя напуска щата Тексас и се премества в Ню Йорк, със желание да е кабаретна певица. Списание „Венити Феър“ пише, че Уилямсън „прекарва двадесетте си години в нарастващо състояние на екзистенциално отчаяние“. В Ню Йорк тя страда от дълбока депресия след края на една връзка. Тя заявява, че това преживяване е породило желание да прекара остатъка от живота си, помагайки на хората.

## Курс по чудеса
Въпреки че първоначално не се интересува поради еврейската си вяра, Уилямсън проявява интерес към книгата на Хелън Шукман „Курс по чудеса“ през 1976 г. Тя изследва духовността, метафизиката и медитацията, докато започва да чете курса „страстно“. Според нея „обръщането към Христос не е обръщане към християнството. Това е обръщане към убеждението на сърцето“.
Уилямсън заявява, че книгата е нейният „път от ада“, тъй като е била „претърпяла в поредица от нещастни любовни връзки, злоупотреба с алкохол и наркотици, нервен срив и безкрайни сесии с терапевти.“ Курсът често е описван като религия или псевдорелигия. Тя не се съгласява с това, определяйки го като „духовна психотерапия“ вместо като религия.

## Политически позиции

### Подкрепа на абортите
Уилямсън подкрепя достъпа до абортите, услугите и избора. Тя изразява позиция в полза на правата на аборт, които са били гарантирани от вече отмененото решение на Върховния съд от 1973 г. по делото „Ро против Вейда“.

### Репарации за чернокожите
Уилямсън поддържа идеята за разпределяне на 200 – 500 милиарда щатски долара репарации заради робството над чернокожите в САЩ. Те да бъдат разпределяни в продължение на 20 години за „икономически и образователни проекти“, които да се изплащат въз основа на препоръката на избрана група чернокожи ръководители.

### Изменение на климата и енергия
Уилямсън смята изменението на климата за „най-голямото морално предизвикателство на нашето поколение“. Тя обявява подкрепата си за Зеления нов курс, незабавно преразглеждане на Парижките споразумения за климата и заявява, че би била готова да подкрепи Транстихоокеанското партньорство, ако то включва по-голяма защита на работниците и околната среда.
Също така тя подкрепя насочването на субсидии на САЩ от изкопаеми горива, включително въглища към възобновяема енергия, както в САЩ, така и в чужбина, особено в развиващите се страни.

### Контрол върху оръжията
Уилямсън подкрепя контрола върху оръжията и описва проблема като личен за нея. На 4 ноември 2018 г. тя изнася основна реч пред няколкостотин мюсюлмански и еврейски жени на конференцията на Сестринството на Салам-Шалом в Дойлстаун, Пенсилвания, осем дни след като 11 евреи са убити в синагогата „Дървото на живота“ в Питсбърг.

### ЛГБТ общност
Уилямсън подкрепя Закона за равенството.

### Минимална работна заплата
Уилямсън подкрепя увеличаването на федералната минимална работна заплата до 15 долара на час.

### Религия
Уилямсън нарича религията карта, в която „маршрутът не е важен. Важна е дестинацията“.